# Infrastruktura
Infrastruktura – podstawowe urządzenia i systemy służące państwu, miastu lub innym obszarom, w tym usługi i urządzenia niezbędne do poprawnego funkcjonowania. Infrastruktura składa się z publicznych i prywatnych usprawnień fizycznych, takich jak drogi, koleje, mosty, tunele, zaopatrzenie w wodę, kanały ściekowe, sieci elektryczne i telekomunikacja (w tym łączność z Internetem i prędkości łączy szerokopasmowych).

## Cechy infrastruktury
1. służebny charakter – świadczy usługi dotyczące obsługi sfery produkcyjnej bądź konsumpcyjnej;
2. bryłowatość urządzeń – oznacza, iż istnieje konieczność tworzenia całych obiektów od razu ze względu na kwestie ekonomiczne oraz technologiczne, nie da się ich budować etapami;
3. wysoka kapitałochłonność – tworzenie urządzeń infrastruktury pociąga za sobą konieczność ponoszenia znacznych kosztów, które ze względu na bryłowatość zwracają się dopiero w długim okresie;
4. skokowy sposób powstawania kosztów – oznacza, iż koszty infrastruktury rosną co pewien czas jako konsekwencja niepodzielności urządzeń infrastruktury
5. długowieczność – czas użytkowania urządzeń infrastruktury jest bardzo długi;
6. immobilność – nie da się przenosić urządzeń infrastruktury, zaś usługi świadczone przez urządzenia infrastruktury mogą być konsumowane na miejscu;
7. urządzenia infrastruktury są względem siebie komplementarne, a nie substytucyjne.

## Funkcje infrastruktury
1. transferowa – stwarza warunki przepływu w przestrzeni dóbr, energii oraz ludzi;
2. usługowa – zaspokaja popyt na usługi zgłaszany poprzez sfery produkcyjną oraz konsumpcyjną;
3. integracyjna – kształtuje więź społeczną, ekonomiczną i informacyjną w układach regionalnych;
4. lokalizacyjna – poziom rozwoju infrastruktury na danym terenie świadczy o poziomie jego atrakcyjności (dostępność sieci transportowej, energii, zasobów wodnych itp.);
5. akceleracyjna – poziom zagospodarowania infrastrukturalnego stanowi przesłankę rozwoju gospodarczego określonych regionów; rezerwa potencjału infrastruktury stanowi istotny czynnik rozwoju gospodarczego danego obszaru.

## Podział
- infrastruktura społeczna
  - budynki publiczne
- infrastruktura techniczna
  - Zaopatrzenie w:
    - Prąd (elektrownie)
    - Gaz (gazociągi)
    - Ogrzewanie (ciepło)
    - Wodę (wodociągi)

  - Usuwanie
    - Usuwanie śmieci
    - Usuwanie ścieków, kanalizacja, oczyszczalnia ścieków
    - Odzyskiwanie wartościowych materiałów

  - Komunikacja
    - Infrastruktura telefoniczna
    - Infrastruktura radiowa
    - Infrastruktura telewizyjna
    - Internet
    - Inne usługi radiowe
- Infrastruktura transportowa
  - Transport zbiorowy
    - Transport po wodach terytorialnych (po rzekach i jeziorach)
    - Transport morski (i oceaniczny)
    - Transport kolejowy (infrastruktura kolejowa)
    - Transport drogowy
    - Transport lotniczy
    - Lotniska
    - Radiowe systemy nawigacyjne dla potrzeb transportu lotniczego i morskiego

  - Transport indywidualny
    - Ulice
    - Drogi rowerowe
    - Chodniki
- Infrastruktura magazynowa

## Klasyfikacja i podstawowy podział infrastruktury transportu
Dwa podstawowe rodzaje klasyfikacji:
1. infrastruktura o charakterze przestrzennym: liniowa i punktowa
2. infrastruktura gałęziowa

Podstawowy podział infrastruktury transportu
- Podział według 1 rodzaju klasyfikacji:
  - liniowa sieć transportowa obejmująca: drogi kołowe; drogi kolejowe i drogi wodne śródlądowe.
  - punkty (węzły) transportowe: stacje kolejowe; terminale intermodalne; porty morskie; porty wodne śródlądowe; porty lotnicze; centra logistyczne; przejścia graniczne.
- Podział według 2 rodzaju klasyfikacji:
  1. infrastruktura drogowa
  2. infrastruktura kolejowa
  3. infrastruktura morska
  4. infrastruktura wodna śródlądowa
  5. infrastruktura lotnicza

Elementy infrastruktury transportowej (liniowej i punktowej)
1. Drogowa:
  - drogi kołowe – infrastruktura liniowa,
  - mosty,
  - tunele,
  - skrzyżowania (z innymi drogami i liniami kolejowymi),
  - węzły drogowe (parkingi, place przeładunkowe, manewrowe, drogowe przejścia graniczne),
  - sygnalizacja,
  - urządzenia do pobierania opłat.
2. Kolejowa:
  - linie kolejowe (tory z podkładami) wraz z obiektami inżynieryjnymi (mosty, wiadukty, tunele, przepusty, przejazdy kolejowo-drogowe),
  - urządzenia zabezpieczenia ruchu i łączności, sygnalizacja, sieć energetyczna (trakcja), sieć wodno-kanalizacyjna,
  - stacje (osobowe i towarowe – łącznie z peronami, placami utwardzonymi etc.), terminale intermodalne, bocznice kolejowe, posterunki odgałęźne i odstępowe.
3. Morska:
  - morskie obszary brzegowe (przybrzeżne) – przyległe odcinki linii brzegowych,
  - port morski z infrastrukturą: budowle hydro-techniczne (np. tory podejściowe, kanały), nabrzeża, place utwardzone (do przeładunków, składowania, magazynowania, parkowania etc.), tory kolejowe, miejsca postojowe, doki.
4. Wodna śródlądowa:
  - rzeki, kanały, jeziora i inne odcinki wodne specjalnie przystosowane do nawigacji,
  - urządzenia nawigacyjne i sygnalizacyjne (stałe oznakowania),
  - śluzy i stopnie wodne, tamy
  - porty wodne śródlądowe i infrastrukturą towarzyszącą.
5. Lotnicza:
  - „korytarze powietrzne” (po zainstalowaniu naziemnych urządzeń prowadzenia, nadzoru i kontroli ruchu),
  - porty lotnicze z infrastrukturą, w tym pasy startowe,
  - urządzenia nadzoru i kontroli ruchu,
  - lądowiska